# آنژرویل، کالوادوس
آنژرویل (به فرانسوی: Angerville) یک کمون در فرانسه است که در کالوادوس واقع شده‌است. آنژرویل ۳٫۹۱ کیلومتر مربع مساحت دارد ۵۰ متر بالاتر از سطح دریا واقع شده‌است.